# Аделаїда Клеменс
Аделаї́да Кле́менс (англ. Adelaide Clemens; нар. 30 листопада 1989, Брисбен, Австралія) — австралійська акторка.

## Життєпис
Народилася 30 листопада 1989 року у Брисбені (Австралія). Старша дочка в сім'ї австралійської медсестри та англійського менеджера. Має двох молодших братів Себастьяна і Фелікса. Її батько працював у галузі виробництва та продажу алкогольних напоїв, і в дитинстві дівчинка часто переїжджала з місця на місце разом із батьками. Її мати, Джані Клеменс, австралійська кардіологічна медсестра. Дитиною жила в Японії, потім сім'я перебралася до Франції. Після цього жила в Гонконгу, де відвідувала приватну школу «Hong Kong International School».
Коли Аделаїді Клеменс виповнилося дванадцять років, родина повернулася до Австралії. На той час вона мала французький світогляд, британський акцент і любов до театру та книг. Навчалася у Квінвудській школі для дівчаток у Балморалі, передмісті Сіднея, де почала писати одноактні п'єси, виступала в різних театральних постановках, а також створила клуб шанувальників творчості Шекспіра. Вона навіть не замислювалася про те, щоб стати професійною актрисою, поки одного разу театральний керівник не вмовив її пройти прослуховування. В одному з інтерв'ю зізналася, що ніколи не вважала Австралію своїм домом, оскільки в дитинстві надто багато подорожувала.

## Кар'єра
Кар'єру розпочала в ефірі місцевого телебачення. У віці 17 років опинилася на Фіджі, де знялася в дитячому пригодницькому телешоу. 2006 року отримала роль Джулієт у популярному австралійському телесеріалі «Велика хвиля» (англ. Blue Water High) і зіграла роль Елісон у дитячому проєкті «Піратські острови: Втрачений скарб Фіджі» (Pirate Islands: The Lost Treasure of Fiji). 2008 року разом зі знімальною групою працювала над створенням мелодрами «Люби, як я хочу» (Love My Way), за роль у якій її номіновано на премію «Logie Awards» у категорії «Graham Kennedy Award for Most Outstanding New Talent».
2008 року Аделаїда Клеменс з'явилася на австралійському каналі MTV у драмі «Dream Life» поряд із юними голлівудськими зірками Ксав'єром Семюелєм та Сиґрід Торнтон. Потім було кілька невеликих ролей, після яких вирішила зосередитися на своїй кінокар'єрі і 2009 року переїхала до Лос-Анджелеса. Через рік актриса зіграла роль другого плану в блокбастері «Люди Ікс: Початок. Росомаха» і стала обличчям ювелірної компанії «Jan Logan».
2009 року в Лос-Анджелесі розпочала роботу над трилером австралійського виробництва «Молодим без толку» (Wasted on the Young), історію про любовний трикутник зі старшокласників, яка закінчилася збройним насильством. Її партнерами зі знімального майданчика були Алекс Рассел та Олівер Екланд.
2011 року в трилері «Вампір» (Vampire) виконала роль матері-одиначки, схильної до суїциду.
2012 рік став плідним для акторки. Вона зіграла головну роль — дівчину-підлітка Гізер Мейсон у знятому за мотивами відеогри хорорі «Сайлент Хілл 2», завдяки якому здобула значну популярність. Також зіграла у фільмі режисера Пітера Аскіна Впевненість, екранізації п'єси Майка О'Меллі Searching for Certainty. Поряд із Грегом Салкіним, Кері Елвесом і Самантою Метіс з'явилася в драмі «Камілла Дікінсон», екранізації однойменного роману письменниці-фантастки Мадлен Л'Енґл.
Виконала роль юної суфражистки Валентини Вонноп у британському багатосерійному проєкті «Кінець параду». Вона також знялася у фільмі жахів «Ніхто не вижив» (2012). Клеменс також зіграла Кетрін у драмі «Великий Гетсбі» — екранізації однойменного роману Френсіса Скотта Фіцджеральда в постановці База Лурманна.
Від 2013 до 2016 року грала роль другого плану в серіалі «Помилки минулого». 2020 року зіграла головну роль у драмі CBS "Томмі".

## Фільмографія
| Рік       |    | Українська назва                         | Оригінальна назва                         | Роль                  |
| --------- | -- | ---------------------------------------- | ----------------------------------------- | --------------------- |
| 2006      | с  | Велика хвиля                             | Blue Water High                           | Джульєт               |
| 2007      | с  | Піратські острови: Втрачений скарб Фіджі | Pirate Islands: The Lost Treasure of Fiji | Елісон                |
| 2007      | с  | Люби, як я хочу                          | Love My Way                               | Гарпер                |
| 2008      | с  |                                          | Out of the Blue                           | Фіона                 |
| 2008      | тф |                                          | Dream Life                                | Роус                  |
| 2009      | ф  | Люди Ікс: Початок. Росомаха              | X-Men Origins: Wolverine                  | Carnival Girl         |
| 2009      | с  | Всі святі                                | All Saints                                | Стефані               |
| 2010      | с  | Тихий океан                              | The Pacific                               | Registrar Girl        |
| 2010      | кф | У татуювальника                          | At the Tattooist                          | Келлі                 |
| 2010      | ф  | Молодим без толку                        | Wasted on the Young                       | Ксандрія              |
| 2010      | с  | Теорія брехні                            | Lie to Me                                 | Меган Кросс           |
| 2011      | ф  | Вампір                                   | Vampire                                   | «Сонечко»             |
| 2011      | ф  |                                          | Certainty                                 | Деб Каталано          |
| 2012      | ф  | Камілла Дікінсон                         | Camilla Dickinson                         | Камілла Дікінсон      |
| 2012      | ф  | Покоління М                              | Generation Um…                            | Міа                   |
| 2012      | ф  | Ніхто не вижив                           | No One Lives                              | Емма Ворд             |
| 2012      | с  | Кінець параду                            | Parade's End                              | Валентина Вонноп      |
| 2012      | ф  | Сайлент Хілл 2                           | Silent Hill: Revelation 3D                | Гізер Мейсон / Алесса |
| 2013      | ф  | Великий Гетсбі                           | The Great Gatsby                          | Кетрін                |
| 2013—2016 | с  | Помилки минулого                         | Rectify                                   | Тоуні Телбот          |
| 2014      | тф |                                          | Parer's War                               | Мері Коттер           |
| 2015      | ф  | Світ, створений без вад                  | The World Made Straight                   | Лорі                  |
| 2015      | ф  | Автоматична ненависть                    | The Automatic Hate                        | Алексис Ґрін          |
| 2017      | ф  |                                          | Avenues                                   | Геллі                 |
| 2017      | ф  |                                          | Rabbit                                    | Клео                  |
| 2018      | кф |                                          | The Caretaker                             | Сара                  |
| 2018      | мс | Вольтрон: Легендарний захисник           | Мерла                                     |                       |
| 2019      | ф  | До зірок                                 | To the Stars                              | Гейзел Аткінс         |
| 2019      | ф  | Музика, війна і кохання                  | Music, War and Love                       | Рейчел Рубін          |
| 2020      | с  | Томмі                                    | Tommy                                     | Блейк Салліван        |
| 2021      | ф  |                                          | The Swearing Jar                          | Кері                  |
| 2021      | ф  | Після жнив II                            | After the Harvest II                      | Наталі                |
| 2022      | с  | Під прапором небес                       | Under the Banner of Heaven                | Ребекка               |